# Ciudad Madero
Ciudad Madero é um municípios localizado no sudeste do estado de Tamaulipas no México. Possui uma importante atividade petroleira, comercial e turística.